# Cancer
Cancer là là một chi cua biển thuộc họ Cancridae. Chi cua này bao gồm tám loài còn tồn tại và ba loài đã tuyệt chủng, bao gồm những loài cua quen thuộc của vùng duyên hải, như cua thịt ở châu Âu (Cancer pagurus), cua Jonah (Cancer borealis) và cua đá đỏ (Cancer productus). Nó được cho là đã phát triển từ các chi liên quan ở Thái Bình Dương trong thế Miocene.
Hóa thạch sớm nhất có thể được gán cho chi cua này là của C. fujinaensis từ Miocene ở Nhật Bản. Do đó, chi này được cho là đã phát triển ở phía bắc Thái Bình Dương, có lẽ trong thời kỳ Miocen, và đã lan rộng ra đại dương đó và vào Đại Tây Dương trong thế Pliocene hoặc Pleistocene, đã vượt qua đường xích đạo và Eo biển Panama.
Các loài trong chi cua này được hợp nhất bởi sự hiện diện của một cột sống hai bên (ở rìa của thân, về phía sau), các gai phía trước với các khe nứt sâu (trên cạnh thân, về phía trước) và một phần mở rộng ngắn của yếm về phía trước giữa hai mắt. Càng của chúng thường ngắn, có hạt hoặc nhẵn, thay vì có gai, Phần mai cua thường có hình bầu dục, dài khoảng 58%-66% tổng khối cơ thể, và đôi mắt cách nhau 22%-29% chiều rộng của phần thân.

## Các loài
Hiện hi cua này ghi nhận gồm 8 loài sau:
| Hình ảnh                         | Tên khoa học                         | Tên thông dụng            | Phân bổ                                                                 |
| -------------------------------- | ------------------------------------ | ------------------------- | ----------------------------------------------------------------------- |
|                                  | Cancer bellianus Johnson, 1861       | toothed rock crab         | north-eastern Atlantic Ocean.                                           |
| Jonah crab NOAA overhead picture | Cancer borealis Stimpson, 1859       | Jonah crab                | east coast of North America from Newfoundland to Florida.[              |
|                                  | Cancer irroratus Say, 1817           | Atlantic rock crab        | from Iceland to South Carolina                                          |
|                                  | Cancer johngarthi Carvacho, 1989     |                           | eastern Pacific Ocean from Mexico to Panama                             |
|                                  | Cancer pagurus Linnaeus, 1758        | edible crab or brown crab | the North Sea, North Atlantic Ocean, and perhaps the Mediterranean Sea. |
|                                  | Cancer plebejus Poeppig, 1836        | Chilean crab              | Southeast Pacific and Southwest Atlantic: Chile and Peru.               |
|                                  | Cancer porteri Rathbun, 1930         | boco                      | Gulf of Panama to Valparaiso, Chile; Pacific South America.             |
|                                  | Cancer productus J. W. Randall, 1840 | red rock crab             | Kodiak Island, Alaska to Isla San Martine, Baja California              |

Các loài sau được ghi nhận là những hóa thạch:
- Cancer fissus Rathbun, 1908 – Pliocene, California
- Cancer fujinaensis Sakumoto, Karasawa & Takayasu, 1992 – Miocene, Japan
- Cancer parvidens Collins & Fraaye, 1991 – Miocene, Netherlands